# Arcuphantes delicatus
Arcuphantes delicatus là một loài nhện trong họ Linyphiidae.
Loài này thuộc chi Arcuphantes. Arcuphantes delicatus được Chikuni miêu tả năm 1955.